# Vriesea drepanocarpa
Vriesea drepanocarpa é uma espécie de planta do gênero Vriesea e da família Bromeliaceae.

## Taxonomia
A espécie foi descrita em 1896 por Carl Christian Mez.
Os seguintes sinônimos já foram catalogados:  
- Tillandsia drepanocarpa  Baker
- Tillandsia pabstiana  E.Pereira
- Vriesea dusenii  L.B.Sm.

## Forma de vida
É uma espécie epífita e herbácea.

## Descrição
| Caule                                  | Caule             |
| -------------------------------------- | ----------------- |
| propagação vegetativa                  | por broto lateral |
| Folha                                  |                   |
| roseta                                 | infundibuliforme  |
| forma da lâmina                        | linear triangular |
| largura da lâmina                      | até 1             |
| Inflorescência                         |                   |
| tipo de ramificação                    | racemo duplo      |
| posição                                | ereta             |
| posição das flores na raque            | dística           |
| posição das flores na antese           | ereta             |
| posição das flor                       | não secunda       |
| ápice das brácteas florais             | reto              |
| carena das brácteas florais            | próxima do ápice  |
| cor das brácteas florais               | verde             |
| Flor                                   |                   |
| forma da pétala                        | espatulada        |
| forma do apêndice da pétala            | agudo             |
| cor da pétala                          | branca            |
| posição dos estames na fauce da corola | exserto           |
| posição do pistilo e estame na antese  | radial            |

## Conservação
A espécie faz parte da Lista Vermelha das espécies ameaçadas do estado do Espírito Santo, no sudeste do Brasil. A lista foi publicada em 13 de junho de 2005 por intermédio do decreto estadual nº 1.499-R.

## Distribuição
A espécie é encontrada nos estados brasileiros de Bahia, Espírito Santo, Paraná, Rio de Janeiro, Rio Grande do Sul, Santa Catarina e São Paulo.
Em termos ecológicos, é encontrada no domínio fitogeográfico de Mata Atlântica, em regiões com vegetação de floresta ombrófila pluvial.